# زیبا بختیار
زیبا بختیار (اردو: زيبا بختيار؛ زادهٔ ۵ نوامبر ۱۹۶۲) هنرپیشه سینما و تلویزیون اهل پاکستان است. از فیلم‌هایی که وی در آن‌ها حضور داشته می‌توان به بدلکاری، جی ویکرانتا، حنا و زن داداش اشاره کرد.
وی همچنین برندهٔ جوایزی همچون جایزه نگار شده‌است.